# Organologie (nauka o varhanách)

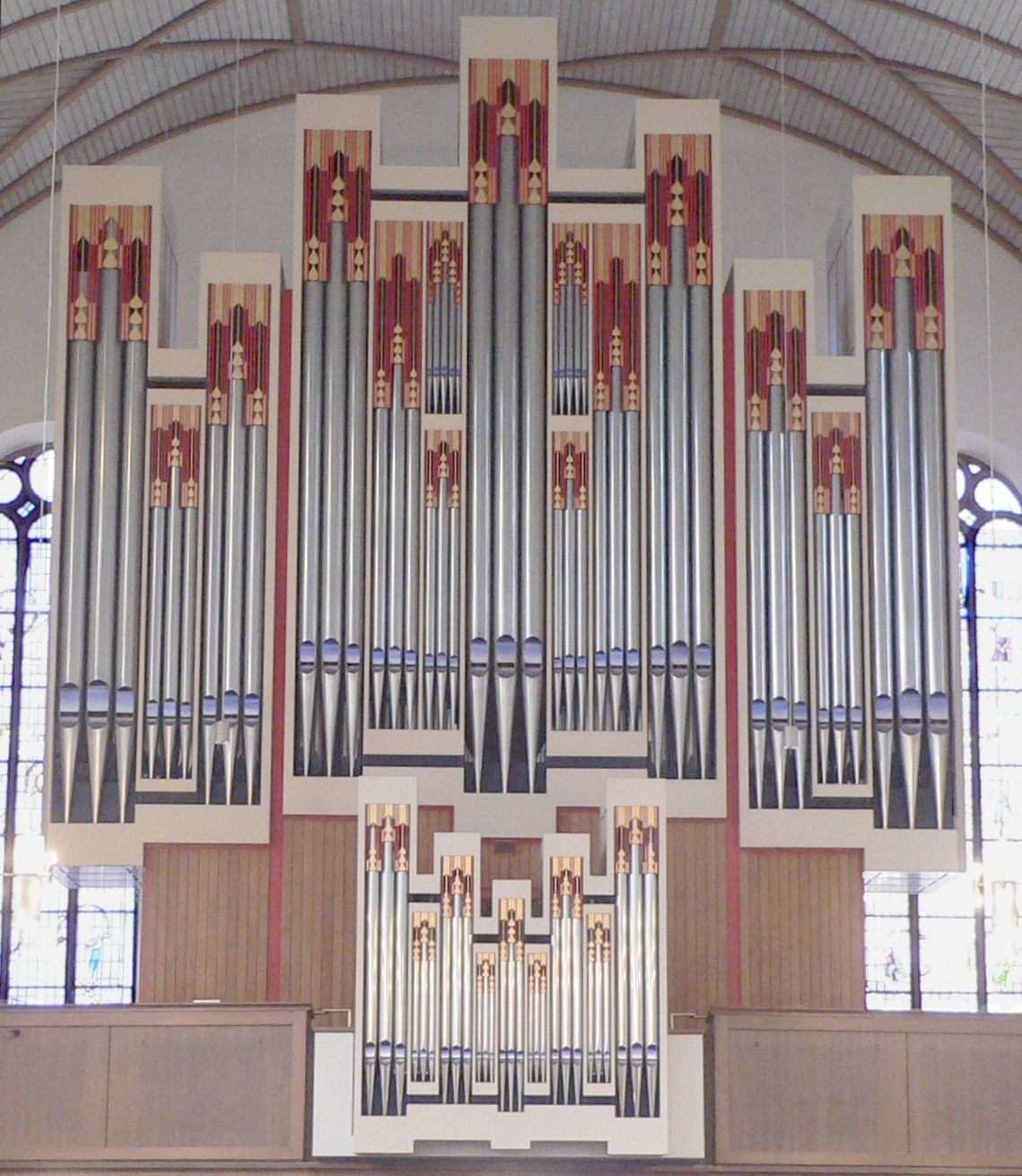
Varhany

Organologie (z řeckého organon – původně označení pro jakýkoliv hudební nástroj, později pro varhany) je nejčastěji označení pro vědní disciplínu zabývající se hudebními nástroji obecně. Článek s touto tematikou naleznete zde. Stejný název má i vědní podobor zabývající se varhanami.
Nauka o varhanách se zabývá jednak jejich konstrukční stránkou a jednak, v širším slova smyslu, jejich zvukovou podstatou a funkcí v hudebním společenském životě.
Člověk, který se tímto oborem zabývá, se nazývá organolog. Svého organologa má na příklad každá římskokatolická diecéze, jelikož se nejvíce varhany vyskytují právě v katolických kostelích. Diecézní organolog má na starosti vést evidenci o varhanách v diecézi, o jejich stavu a opravách. Veškeré opravy s ním také musí být konzultovány, aby nedošlo k nežádoucím zásahům do mnohdy památkově chráněných nástrojů.